# Szentgotthárd (distrikt)
Szentgotthárd är ett distrikt i Ungern. Det ligger i provinsen Vas, i den västra delen av landet, 220 km väster om huvudstaden Budapest.